# 但馬空港インターチェンジ
但馬空港インターチェンジ（たじまくうこうインターチェンジ）は、兵庫県豊岡市にある北近畿豊岡自動車道のインターチェンジである。日高神鍋高原IC方面出入口のみのハーフICである。

## 道路
- E72 北近畿豊岡自動車道

## 接続する道路
- 兵庫県道728号但馬空港インター線
- 豊岡市道但馬空港連絡線

## 歴史
- 2020年（令和2年）
  - 4月10日 : IC名称が「豊岡南IC（仮称）」から「但馬空港IC」に正式決定[1]。
  - 11月1日 : 日高神鍋高原IC - 但馬空港IC間開通に伴い、供用開始[2]。
- 2024年（令和6年）9月23日 : 但馬空港IC - 豊岡出石IC間開通[3][4][5]。

## 周辺
- 但馬飛行場（コウノトリ但馬空港）

## 隣
E72 北近畿豊岡自動車道
日高北IC - 但馬空港IC - 豊岡出石IC